# Homosaundersia rufa
Homosaundersia rufa är en tvåvingeart som först beskrevs av Ignaz Rudolph Schiner 1868.  Homosaundersia rufa ingår i släktet Homosaundersia och familjen parasitflugor. Inga underarter finns listade i Catalogue of Life.